# Nagasaki Spirit (schip, 1989)
De Nagasaki Spirit was een tanker van een dochtermaatschappij van Teekay, een grote tankerrederij. Rond 23:20 uur op 19 september 1992 werd het schip in Straat Malakka aangevaren door het containerschip Ocean Blessing. De volledige bemanning van de Ocean Blessing kwam in de daaropvolgende brand om het leven, terwijl van de Nagasaki Spirit slechts de derde werktuigkundige en de tweede kok overleefden. In totaal kwamen 51 opvarenden om het leven.
Het sterke vermoeden bestaat dat beide schepen waren geënterd door piraten. De Ocean Blessing werd door een ander schip waargenomen terwijl het grote koersveranderingen maakte en de snelheid varieerde tussen de 10 en 20 knopen, waarschijnlijk in een poging om de entering te voorkomen.
Door de aanvaring ontstond een olielekkage waarbij de Nagasaki Spirit 12.000 ton van de lading van 40.154 ton ruwe olie verloor.